# Petar Datschew
Petar Datschew (bulgarisch Петър Дачев, engl. Transkription Petar Dachev; * 15. Juni 1979 in Trojan) ist ein ehemaliger bulgarischer Weitspringer.
1998 wurde er Juniorenweltmeister und gewann Bronze bei den Leichtathletik-Europameisterschaften in Budapest. 2000 siegte er bei den Halleneuropameisterschaften in Gent und wurde Elfter bei den Olympischen Spielen in Sydney.
2002 holte er Bronze bei den Halleneuropameisterschaften in Wien, schied aber bei den Europameisterschaften in München ohne gültigen Versuch aus. Im Jahr darauf wurde er Sechster bei den Hallenweltmeisterschaften in Birmingham. Bei den Weltmeisterschaften 2003 in Paris/Saint-Denis und bei den Olympischen Spielen in Athen schied er in der Qualifikation aus.
2000, 2002 und 2003 wurde er nationaler Meister im Freien, 1998, 2001–2003 und 2006 in der Halle.

## Persönliche Bestleistungen
- Weitsprung: 8,30 m, 23. Juni 2000, Nikosia
  - Halle: 8,27 m, 10. Februar 2002, Sofia